# Вуншпунш
Вуншпунш (нем. Wunschpunsch, фр. Wounchpounch) — мультсериал канадского, французского и немецкого производства по мотивам сказки Михаэля Энде «Волшебный напиток», вышедший на телеканалах SRC (Канада) и Fox Kids (Западная Европа) в 2000 году.

## Сюжет
В мультсериале рассказывается о Бубонике Ирвитцере и его тёте Тирании Вампадур — двух колдунах, которые пытаются наложить заклятие на мирный город Мегалополис. Каждый из них владеет своей половиной магического свитка, который они получили после подписания контракта об обязательстве наколдовывать проклятья. Курирует работу колдунов злобный Маледиктус де Магог. Для того, чтобы создать заклинание, Бубонику и Тирании приходится совместно использовать свои волшебные силы: объединять две части магического свитка. Однако, если это заклинание прервать в течение семи часов, оно утратит свою силу.
Колдуны не подозревают, что их домашние любимцы — кот Мяурицио ди Мяуро и ворон Якоб Скрибл — являются спецагентами «Верховного Совета животных», посланными для того, чтобы защитить жителей Мегалополиса от действий Тирании и Бубоника. Именно благодаря Мяурицио и Якобу, которые прерывают каждое заклятие, у колдунов ничего не получается. После каждого провала колдуны получают наказание от Маледиктуса, после чего вынуждены создавать новые заклятия, но так же безрезультатно. Нейтрализуя магию колдунов, Мяурицио и Якоб должны уложиться в семь часов, чтобы заклятье не стало вечным.

## Персонажи

### Главные герои
- Бубоник Ирвитцер (нем. Beelzebub Irrwitzer, фр. Bella Belzebuth Bubonic, англ. Bubonic Preposteror) — маг, племянник Тирании Вампадур, хозяин кота Мяурицио, которого любит (хотя в одной из серий завёл пса по кличке Бубон). Высокого роста, худой. Всегда ходит в синем плаще, погнутом колпаке того же цвета, под которым прячет лысину, белой рубашке и тёмных штанах, носит очки с круглыми линзами; внешний вид меняет крайне редко. Одним из повторяющихся эпизодов является то, что Бубоник пытается создать средство для выращивания волос, но почти безуспешно: либо оно не действует, либо что-нибудь мешает его применить. Имеет при себе сотовый телефон, машину-катафалк чёрного цвета и мотоцикл, что сочетается с его крайним неумением обращаться с техникой. Любит играть на виолончели, однако далеко не многим по душе приходится его игра.
- Тирания Вампадур (нем. Tyrannja Vamperl, фр. Tyrannia Vanity, англ. Tyrannia Vampirella) — колдунья, тётя Бубоника, хозяйка ворона Якоба. Также обожает своего питомца и искренне о нём заботится. Но в остальном — полная противоположность племянника: отличается страстью менять внешний вид (не только одежду, но и цвет волос и причёску), а также применять высокие технологии (даже её пудреница — автоматическая). Маленького роста, очень толстая; настоящий цвет волос — светлый. Выглядит намного моложе своего племянника. Считает себя «самым совершенным существом». Водит ярко-розовую машину.
- Мяурицио ди Мяуро (нем. Maurizio di Mauro, фр. Maurizio di Mauro, англ. Mauricio di Mauro) — кот Бубоника. Избран верховным советом животных для шпионажа за колдунами и рассеивания их чар. Золотистого цвета, носит голубой галстук-бабочку. Отличительная черта — склонность часто и много есть (хотя иногда комплексует, считая себя толстым) и следить за собой, но это не мешает ему выполнять свои обязанности. По собственному утверждению, является потомком рыцарей и певцов, а также принадлежит к древнейшему рыцарскому роду (в книге он сознаётся, что на самом деле является обычным бродячим котом; в сериале же слова Мяурицио о родословной подтверждаются в серии «В глубь веков»). Боится высоты.
- Якоб Скрибл (нем. Jakob Krakel, фр. Jacob Scribouillard, англ. Jacob Scribble) — ворон Тирании. Аналогично коту Мяурицио, избран верховным советом животных для шпионажа за колдунами и рассеивания их чар. Довольно ворчлив, но добродушен; часто подвозит Мяурицио, либо сажая его на спину, либо держа в лапах. Несмотря на то, что страдает ревматизмом, артритом и остеохондрозом, на удивление хорошо катается на лыжах и коньках; также отличается широкими познаниями. Имеет тёмно-синее оперение, носит фрак и оранжевый шарф.
- Маледиктус Де Магог (англ. Maledictus T. Maggot, фр. Malédictus Maggot, нем. Maledictus Made) — злой колдун, посланник из ада и инспектор магии; в мультсериале выглядит как антропоморфный жук или таракан с чертами лягушки (в серии «Нашествие насекомых» называет термитов своими родственниками), в первоисточнике выглядит вполне по-человечески, если не считать отсутствия век. Носит деловой костюм, очки и шляпу-котелок, а также постоянно имеет при себе портфель, с помощью которого моментально перемещается из одного места в другое. Обитает не на Земле, а на какой-то другой планете, предположительно, на Марсе. По его же словам, его офис расположен на Таити. Наиболее полно его обитель представлена в эпизоде «Жизнь у Магога». Он постоянно напоминает колдунам об их обязанности накладывать проклятья на Мегалополис в силу подписанного Бубоником и Тиранией магического контракта, для исполнения которого они и получили свои половины магического свитка. Магог всегда появляется из самых неожиданных мест и в самый неподходящий момент. В большинстве случаев колдуны действуют по его приказу, с очень редкими исключениями. Однако сам Магог тоже уязвим для колдовства: в серии «Инспектор Магог» Бубоник и Тирания нарочно его заколдовывают, а в эпизоде «Сила притяжения» действие заклятия распространяется на него случайно. Почти каждый раз после неудачи всячески ругается в адрес колдунов и превращает их во что-либо, связанное с сутью их заклятия, или помещает в малоприятную ситуацию (колдуны не наказываются лишь в сериях «Заветные желания», «Дьявольская сделка» и «Борьба полов»).
- Тётушка Ноя (нем. Tante Noah, фр. Antinoé, англ. Auntie Noah) — старая черепаха с человеческим лицом, которая живёт в зоопарке. Глава Верховного Совета животных. Передвигается с помощью колёс на своём панцире, который изнутри является весьма комфортабельным особняком. С помощью зашифрованных указаний в форме загадок подсказывает Мяурицио и Якобу, как спасти город от заклятий колдунов. Тем не менее, она уязвима для колдовства: два раза (в случаях психологических заклятий) им приходится искать выход практически без её помощи. В некоторых сериях также подвергается заклятиям физического характера, но это не заставляет её отказать в помощи. Единственный персонаж, который целиком был придуман для мультсериала.

### Другие герои
- Семья Кози (англ. Cozy), во французской версии Дуйе (фр. Douillet), в немецкой версии Кушель (нем. Kuschel), в итальянской версии Каппа (итал. Kappa) — семья обычных людей, живущих по соседству с колдунами. Состоит из отца, матери (их имена ни разу не называются) и их детей: девочки-подростка Келли (Стелла во французской версии и Коко в немецкой версии) и мальчика Кипа (Крис во французской версии и Карл в немецкой версии). Вместе с остальными жителями Мегалополиса зачастую подвергаются колдовству Тирании и Бубоника. Хорошо знают кота Мяурицио, потому что Кип любит с ним играть. Эта семья представлена как совершенно типичная полная, достаточно дружная, несмотря на эпизодические конфликты детей с родителями и друг с другом (в том числе из-за разницы в возрасте). Также эта семья довольно активная, и нередко они проводят активный и интересный досуг: начиная от пикников и барбекю прямо во дворе дома и заканчивая театральной самодеятельностью («Город призраков») и катанием на пароме в честь дня рождения Келли («Зверское заклятие»). Глава семьи в некоторых эпизодах занимается садоводством, его жена — типичный образ домохозяйки: занимается уборкой, готовит и так далее. Кип, как и многие мальчики, увлекается спортом, особенно футболом, а Келли нравятся новые модные штучки и общение с подругами.
- Барбара Блаббер — известная журналистка в Мегалополисе. Отличительная черта — чрезмерный уход за собой и забота о собственной внешности.
- Мэр Блафф — мэр Мегалополиса. Эгоистичен и несколько труслив, недолюбливает Барбару Блаббер. В одной из серий поменялся с Бубоником телами.
- Оукфут — пёс, служащий в пожарном отделении Мегалополиса. Оукфут иногда помогает Якобу и Мяурицио выпутываться из сложных ситуаций.
- Мисс Визар — секретарша мэра Блаффа.
- Ворония — ворона, возлюбленная Якоба. Имеет фиолетовое оперение, оранжевый клюв, её тёмно-фиолетовые перья завиты в локоны, подобно человеческим волосам. В 5-й серии 1-го сезона показана весьма интересная история знакомства её с Якобом.
- Верховный Совет животных — животные-помощники тётушки Нои. В состав Совета входят: Коза и Свинья (с 1-й серии), а также Львица и Обезьяна (со 2-й серии). В первой серии также были Овца и Пеликан.
- Миссис Магог — жена Магога (2-й сезон, 1-я и 26-я серии). Отличается от него бежевой кожей и антеннами в виде сердец. Очень любит мужа, вкусно готовит макароны с тушёнкой.
- Зубастик Мухоед — любимое комнатное растение Бубоника («лучшее творение Бубоника»), появляется в некоторых сериях. Плотоядный цветок с большим аппетитом, обладающий некоторым разумом, хотя и почти не умеющий говорить (только хрипит; иногда произносит короткие слова, как то «Ага!»). Начисто лишён чувства юмора. В серии «Город-огород» случайно слился с Тиранией, а в эпизоде «Спятившие растения» сам стал частью заклятия (город заполонили его копии).
- Бубон — пёс, которого Бубоник завёл в 51-й серии.
- Пожарный Гидрант — главный служащий пожарного отделения Мегалополиса. Имя неизвестно, но его неоднократно называют Гидрант. Иногда работает с напарником невысокого роста, имя которого также неизвестно. У него есть пёс по кличке Оукфут, который служит ему не только коллегой, но и другом и домашним питомцем. Неконфликтный и жизнерадостный мужчина, у которого натянутые отношения только с мэром Блаффом. Если нигде в Мегалополисе нет пожара, то может даже приехать спасти застрявшего на дереве кота или ребёнка где-нибудь высоко.

## Список серий
Даты эпизодов в немецкой версии приведены по сайтам Zeichentrickserien.de и Fernsehserien.de: немецкая версия представляет собой два сезона по 26 серий, которые вышли с разницей в пять месяцев. Французская версия, как и многие другие, перерыва не имела, из-за чего премьерный показ немецкой версии закончился позже остальных. Для международных показов использовалась английская версия, сделанная на основе французской.
| № серии (с указанием сезона) | Название на английском        | Название на немецком       | Название на французском                | Русское название                | Краткое описание | Дата выхода в Германии |
| ---------------------------- | ----------------------------- | -------------------------- | -------------------------------------- | ------------------------------- | --- | ---------------------- |
| 1 (1.1)                      | Plant Panic                   | Grünes Grauen              | Alerte aux plantes                     | Спятившие растения              | В результате колдовства растения начинают быстро расти и увеличиваются во много раз, становясь агрессивными. | 15 ноября 2001         |
| 2 (2.1)                      | Double Trouble                | Doppelt gemoppelt          | S.O.S. sosies                          | Все беды от двойников           | Каждый человек (и не только), посмотревшийся в любое зеркало, приобретает свою точную копию. | 19 ноября 2001         |
| 3 (3.1)                      | Worst Noel                    | Furchtbare Weihnacht       | Cauchemar de Noël                      | Ужасное Рождество               | Все игрушки оживают, но приобретают злой характер. | 20 ноября 2001         |
| 4 (4.1)                      | Terrible Toddlers             | Kinder-Chaos               | Charmants bambins                      | Ужасные детки                   | Жители Мегалополиса становятся пятилетними детьми. Под заклятие не попадают только Якоб, Бубоник и Тирания. | 26 ноября 2001         |
| 5 (5.1)                      | Colorless Chaos               | Albtraum in Schwarz-Weiß   | Calamité couleurs                      | Чёрно-белый хаос                | Мегалополис теряет краски, став чёрно-белым. От заклятия страдает и Тирания, которая недавно приобрела яркий цветной наряд. | 3 июня 2002            |
| 6 (6.1)                      | Off the Walls                 | Belebte Bilder             | Galerie de portraits                   | Сошедшие со стен                | Портреты оживают и сходят с картин. У колдунов при этом оживает давно умерший родственник, который начинает обращаться с ними, как тиран. | 16 ноября 2001         |
| 7 (7.1)                      | Prehistorical Populace        | Steinzeit-Stress           | Panique préhistorique                  | Назад к пещерам                 | Люди возвращаются по развитию к пещерным, а вся фауна Мегалополиса — к эпохе динозавров. Мяурицио становится саблезубым тигром, а Якоб — птеродактилем. | 29 ноября 2001         |
| 8 (8.1)                      | Big Feet                      | Gefährliche Füße           | Les pieds dans la marmite              | Большеногие                     | Колдуны задумывают превратить жителей города в великанов, но из-за полученной Бубоником травмы заклятие распространяется только на ноги, которые в итоге начинают безостановочно расти у всех людей. | 10 июня 2002           |
| 9 (9.1)                      | The King’s Aunt               | Fluch der Vergangenheit    | Le roi c’est moi !                     | Королевская тётка               | Под влиянием своего недавнего сна Бубоник переносит Мегалополис в средневековье, а сам становится его королём. Тирания вынуждена ему прислуживать, поэтому сама мечтает снять заклятье. | 21 ноября 2001         |
| 10 (10.1)                    | Appliance Alliance            | Maschinen mit Macke        | Électroménagerie                       | Что движет сознанием            | Бытовая техника оживает и перестаёт подчиняться людям, причём от этого страдает и Тирания. | 22 ноября 2001         |
| 11 (11.1)                    | Invasion of the Giant Insects | Ungeheueres Ungeziefer     | Tatie, j’ai agrandi les insectes       | Нашествие насекомых             | Насекомые (и не только) увеличиваются в размерах, причём от этого страдают и колдуны: к ним в дом пробираются термиты. | 23 ноября 2001         |
| 12 (12.1)                    | Wishful Thinking              | Wünsche werden wahr        | À vos souhaits                         | Заветные желания                | Все загаданные желания исполняются в буквальном смысле. Колдуны желают, чтобы Магог «являться к ним не мог», но этим навлекают другую беду. | 14 ноября 2001         |
| 13 (13.1)                    | The Beastie Brew              | Tierische Verwandlung      | Mega-zoo-polis                         | Зверское заклятье               | Жители Мегалополиса превращаются в животных: в зависимости от черты характера все становятся разными животными. | 27 ноября 2001         |
| 14 (14.1)                    | Once upon a Potion            | Ein Schauermärchen         | Les bons contes font les bons sorciers | Был да жил                      | Люди, читая сказки вслух, переносят их героев в реальность или сами в них превращаются. | 12 ноября 2001         |
| 15 (15.1)                    | Car Wars                      | Auto Attacke               | La guerre des voitures                 | Война машин                     | Люди превращаются в автомобили, тем самым делая город невыносимым для живых существ из-за шума и множества выхлопных газов. | 5 июня 2002            |
| 16 (16.1)                    | The Wild Wild Pets            | Wilde Haustiere            | Des animaux fous, fous, fous           | Дикие-предикие домашние питомцы | Домашние звери становятся злыми. Воздействию чар также частично подвергается и Мяурицио, что вызывает у него раздвоение личности. | 30 ноября 2001         |
| 17 (17.1)                    | Wacky Weather                 | Verrücktes Wetter          | Météo en délire                        | Чудная погодка                  | Погода меняется каждый час, из-за чего Якоб простужается. | 13 ноября 2001         |
| 18 (18.1)                    | Lost Spell                    | Verlier-was-Zauber         | Dégâts d'égarés                        | Заклятье «Растеряйка»           | Начинают массово пропадать различные вещи, начиная от тростей и бумажников и заканчивая автомобилями и зданием мэрии, и оказываются в совершенно неожиданных местах. Под заклятие попадают даже люди и животные.                                                                                         | 4 декабря 2001         |
| 19 (19.1)                    | Poubelle and Back             | Magischer Müll             | Les poubelles se rebellent             | На свалку и обратно             | Выброшенный мусор возвращается в дома в удвоенном количестве, что едва не приводит к экологической катастрофе. Вдобавок Бубоник с помощью одного из отваров создаёт из мусора чудовище, которое, сжирая мусор, становится ещё больше.                                                                    | 5 декабря 2001         |
| 20 (20.1)                    | Sand Witch                    | Sandflut                   | En sort sablé                          | Песчаное колдовство             | Город заносит песком, исчезает вода. | 6 декабря 2001         |
| 21 (21.1)                    | Bubonic Plague                | Tyrannischer Irrwitz       | Tyra-Bubo-Mania                        | Бубонная чума                   | Все мужчины Мегалополиса превращаются в клонов Бубоника, а женщины — в клонов Тирании, причём не только внешне, но и по поведению. Мало того, у них также появляются магические способности: по вине парочки таких людей Якоб случайно превращается в курицу.                                            | 7 декабря 2001         |
| 22 (22.1)                    | Ghost Town                    | Quälgeister                | Mégalopolis, ville fantôme             | Город призраков                 | Город наполняется призраками, которые размножаются от крика. Но колдунов и без этого донимает призрак, которого отправил Бубонику «в подарок» ненавистный ему одноклассник. | 10 декабря 2001        |
| 23 (23.1)                    | You Must Be Joking            | Schreckliche Scherze       | C’te bonne blague !                    | Вы, должно быть, шутите         | Все жители начинают подшучивать друг над другом. | 11 декабря 2001        |
| 24 (24.1)                    | By a Hair’s Breadth           | Haarige Heimsuchung        | Comme un cheveu sur la potion          | Всё висит на волоске            | Люди, имеющие волосы на голове, становятся лысыми и покрываются шерстью, лысые же обретают шевелюры. То же самое происходит с животными. | 12 декабря 2001        |
| 25 (25.1)                    | Goin' Garbanzo                | Vegetarische Verwandlung   | Avide viandoxa                         | Город-огород                    | Головы людей превращаются в цветы, овощи и фрукты. Тиранья во время колдовства случайно падает в котёл и сращивается с Зубастиком-Мухоедом. | 19 июня 2002           |
| 26 (26.1)                    | Night of Wishes               | Der Punsch der Pünsche     | La nuit des souhaits                   | Когда сбываются мечты           | Хронологически первая серия, представляющая собой пересказ книги. В реках — мазут, деревья вянут, воздух загрязняется выхлопными газами… | 9 ноября 2001          |
| 27 (1.2)                     | Life with Maggot              | Tierfreund Made            | Chez M. et Mme Maggot                  | Жизнь у Магога                  | Магог забирает Якоба и Мяурицио жить к себе в качестве наказания для колдунов. Тирания и Бубоник в ответ на это с помощью магии крадут всех животных города и забирают их к себе. Якоб и Мяурицио должны решить, стоит ли им возвращаться, поскольку им понравилось жить у Магога и его жены.            | 28 ноября 2001         |
| 28 (2.2)                     | Let’s Break a Deal            | Ein teuflischer Vertrag    | Bubonic en Méphisto                    | Дьявольская сделка              | Бубоник продаёт свою душу дьяволу за то, чтобы стать колдуном десятого уровня, но он и не догадывается, чем это для него обернётся. В результате его личных чар город в буквальном смысле переворачивается вверх дном, а Мяурицио и Якоб не могут в этот раз рассчитывать на помощь тёти Нои.            | 6 июня 2002            |
| 29 (3.2)                     | Slowly But Surely             | Lahmer Zauber              | Lentement mais sûrement                | Медленно, но верно              | Все, кто спал ночью, днём начинают двигаться медленно: заклятие не действует только на тех, кто бодрствовал в момент колдовства. | 13 декабря 2001        |
| 30 (4.2)                     | Gloom with a View             | Trostloser Trauerzauber    | Le moral dans les chaussettes          | Сплошное расстройство           | Магог очень странно себя ведёт во время очередного визита, и под впечатлением от этого колдуны заставляют людей впасть в депрессию. | 7 июня 2002            |
| 31 (5.2)                     | Mayor for a Day               | Rollentausch               | Dans la peau d’un autre                | Мэр на день                     | Недовольный строительством парка развлечений, Бубоник меняется телами с мэром Блаффом, дабы отменить строительство и сразу вернуться назад. Однако вскоре им обоим начинают нравиться жизни друг друга. Якоб и Мяурицио, которых обрызгало зельем во время колдовства, тоже ненароком обменялись телами. | 14 декабря 2001        |
| 32 (6.2)                     | Good for Nothing              | Nichtsnütze                | Bon à rien !                           | День неудачников                | Все начатые дела идут наперекосяк. | 3 декабря 2001         |
| 33 (7.2)                     | Fancy Footwork                | Schuhe im Tanzfieber       | Jeu de jambes                          | Весёлые ботинки                 | Ботинки танцуют без остановки, к тому же их невозможно снять. | 30 мая 2002            |
| 34 (8.2)                     | Shadow of a Doubt             | Schaurige Schatten         | L’ombre d’un doute                     | Тень сомнения                   | На солнце все жители города превращаются в свои тени, становясь неосязаемыми и уменьшаясь. | 20 июня 2002           |
| 35 (9.2)                     | Nice Wizards                  | Schrecklich nette Zauberer | Des amours de sorciers                 | Добрые колдуны                  | Бубоник и Тирания решают с помощью магии сделать Магога добрым, но Якоб и Мяурицио слегка дополняют заклинание, и в результате колдуны тоже становятся добрыми. Однако все их добрые дела оказываются невольно-вредоносными.                                                                             | 11 июня 2002           |
| 36 (10.2)                    | Inspector Maggot              | Inspektor Made             | Maggot mégote                          | Инспектор Магог                 | Бубоник и Тирания заколдовывают Магога, сделав его инспектором Мегалополиса во всех сферах и делах, но на его личный вкус. | 4 июля 2002            |
| 37 (11.2)                    | Vanity Spell                  | Fluch der Eitelkeit        | Jour de frime                          | Заговор на тщеславие            | Родители становятся тщеславными, не обращая внимания на детей. | 12 июня 2002           |
| 38 (12.2)                    | Drop Me a Line                | Verhexte Warteschlange     | Coup de file                           | Кто последний?                  | Жители города стоят в вечных очередях. | 13 июня 2002           |
| 39 (13.2)                    | Money Can’t Buy Happiness     | Geldrausch in Mikropolis   | L’Argent ne fait pas le bonheur        | Счастье за деньги не купишь     | Деньги бесконтрольно множатся, ссоря людей между собой. | 31 мая 2002            |
| 40 (14.2)                    | Happy Valentine               | Wut am Valentinstag        | Satanée St Valentin                    | День святого Валентина          | Все влюблённые начинают ненавидеть друг друга после прочтения открыток на День Валентина. | 17 июня 2002           |
| 41 (15.2)                    | Simply Irresistable           | Magische Anziehungskraft   | Tyrannia mon amour                     | Сила притяжения                 | Тирания впадает в депрессию оттого, что мужчины не обращают на неё внимания, и Бубоник неохотно помогает ей накложить на неё ауру очарования, под которую случайно попадает даже Магог. | 4 июня 2002            |
| 42 (16.2)                    | Ty-Me Travel                  | Gefährliche Zeitreise      | Les sorciers de la table ronde         | В глубь веков                   | Колдуны отправляются в прошлое, чтобы предотвратить рождение Магога, но вернуться в своё время не могут. С колдунами оказываются в той же эпохе и Мяурицио с Якобом. | 21 июня 2002           |
| 43 (17.2)                    | The Great Escape              | Flüchtiger Fluch           | Passe murailles                        | Большая течь                    | Стены становятся проницаемыми, тем самым поднимая уровень преступности и хулиганства. Тем временем дом колдунов затапливает зельем, поскольку колба дала трещину. | 14 июня 2002           |
| 44 (18.2)                    | Two Cute                      | Zänkisches Bündnis         | Un sort attachant                      | Бок о бок                       | Все поссорившиеся приклеиваются боками друг к другу. Под действие заклятия попадают Мяурицио с Якобом, а также колдуны. | 18 июня 2002           |
| 45 (19.2)                    | Quiz the Wizard               | Zauberhafte Gewinner       | Tricher n’est pas sorcier              | Суперигра                       | Город превращается в гигантскую телестудию с различными конкурсами, а Бубоник и Тирания выигрывают все игры в ней на зависть остальным жителям. | 27 июня 2002           |
| 46 (20.2)                    | Achoo!                        | Verfluchter Schnupfen      | Atchoum!                               | Апчхи!                          | Люди безостановочно чихают. | 28 июня 2002           |
| 47 (21.2)                    | The Big Shrinking Spell       | Ein klitzekleiner Zauber   | Tout petit sort                        | Великое уменьшающее заклинание  | Все, на кого попала вода, становятся очень маленькими. Под действие чар не попали только Бубоник и Тирания. | 1 июля 2002            |
| 48 (22.2)                    | Abominable Behavior           | Eiskalt verzaubert         | Jeux maléfiques d’hiver                | Неуправляемые                   | Снеговики оживают, становясь злодеями. | 2 июля 2002            |
| 49 (23.2)                    | The Pinocchio Syndrome        | Lügen haben lange Nasen    | La marque de Pinocchio                 | Синдром Пиноккио                | Колдуны заколдовывают людей и не только, чтобы те врали без конца. Однако заклятие было неожиданно дополнено Мяурицио так, что у врунов вырастают носы. Под действие чар не попали только Бубоник, Тирания и Мяурицио.                                                                                   | 3 июля 2002            |
| 50 (24.2)                    | Perchance to Dream-Not        | Träume sind Schäume        | Un vrai cauchemar!                     | Это был только сон              | Сны жителей города превращаются в кошмары, при этом сбываясь на яву: под заклятие не попадают только те, кто не спал в этот момент. | 24 июня 2002           |
| 51 (25.2)                    | It’s a Dog’s Life             | Ein hundsgemeiner Fluch    | Une vie de chien                       | Собачья жизнь                   | Люди превращаются в собак. | 25 июня 2002           |
| 52 (26.2)                    | The War of the Sex            | Aufruhr in Mikropolis      | Féminin-magicien                       | Борьба полов                    | Мужчины и женщины города начинают соревноваться и воевать по любому поводу, причём Бубоник, Тирания и миссис Магог тоже в это сознательно включаются. | 26 июня 2002           |

## Производство и показ
Оригинальная книга Энде стала последним его законченным произведением, изданным прижизненно, и первым, которое он создал без поддержки своей покойной жены Ингеборги Хоффманн. Работать над книгой Энде начал весной 1988 года, когда у него были большие финансовые проблемы с налогами — издательство «Thienemann», которое издавало его предыдущие книги, согласилось финансово поддерживать Энде какое-то время в обмен на то, что он предоставит ему все единоличные права на публикацию его произведений. Книгу Энде написал быстро, всего за несколько месяцев. Некоторых персонажей и сюжетные повороты он позаимствовал из сюжета аудиоспектакля «Послание ледяной святыни» (Die Botschaft der Eisheiligen), который написал в 1962 году для детской редакции баварского радио. Хотя рукопись показалась ему ещё незаконченной, он по настоянию издательства согласился на публикацию 2 июля 1989 года.
О создании мультсериала впервые было объявлено в августе 1996 года, когда американская телекомпания «Saban Entertainment» и немецкая телерадиокомпания «ARD» заключили трёхлетнее соглашение о совместном производстве и лицензировании на сумму 50 миллионов долларов. В рамках этого же соглашения была выпущена многосерийная экранизация другой книги Энде, «Джим Баттон». Мультсериал был создан компанией «Saban International Paris» (на тот момент французское дочернее отделение американской компании Saban Entertainment), при участии канадской студии «CinéGroupe» и немецкой студии «Degeto Film». Производство всех 52 серий заняло четыре года и проходило во Франции, Канаде и Южной Корее. Мультсериал имеет две версии: французскую и немецкую. Обе версии одинаковы и различаются лишь видеорядом вступительной заставки. На основе французской версии была сделана английская для международных показов (она же в дубляже демонстрировалась в России).
Премьера сериала состоялась 8 сентября 2001 года в виде французской версии на квебекском канале CBC. В Германии мультсериал показывали с 9 ноября 2001 года по будням на телеканале KiKA, с 18 ноября он выходил по воскресеньям на телеканале Das Erste. В России его показывали на РЕН ТВ в рамках блока Fox Kids Russia, а также на телеканалах ТВ-3 и Jetix Play. Повторы сериала транслировались в 2011—2012 годах на канале Disney Channel в Нидерландах и в период с 2016 по 2017 год на канале Unis в Канаде.
Позже мультсериал выпускался и на DVD без ограничений по возрасту.

## Озвучивание
Оригинальное озвучивание
- Рик Джонс — Бубоник Ирвитцер, Мяурицио ди Мяуро
- Гарри Хилл — Якоб Скрибл
- Кэтлин Фи — Тирания Вампадур
- Власта Врана — Маледиктус де Магог
- Джоанна Нойес — Тётушка Ноя

## Факты

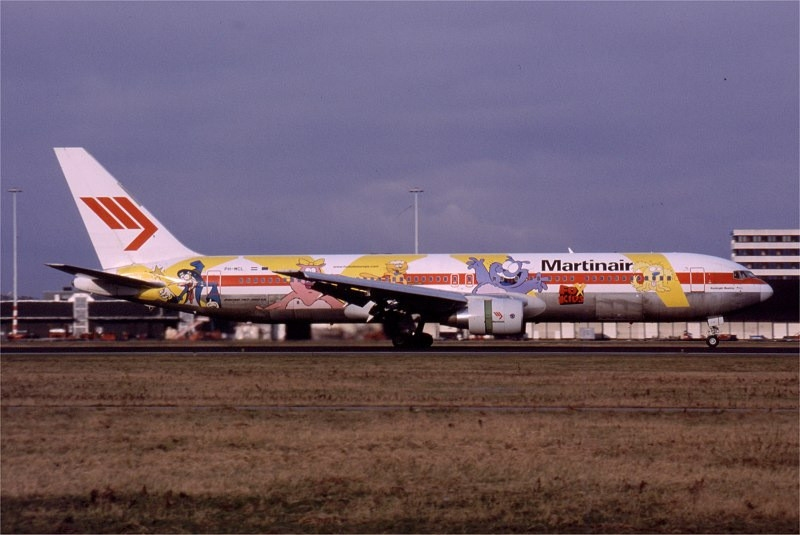
Боинг-767 с изображениями героев мультфильмов телеканала Fox Kids: крайний слева — Бубоник, в центре — Мяурицио

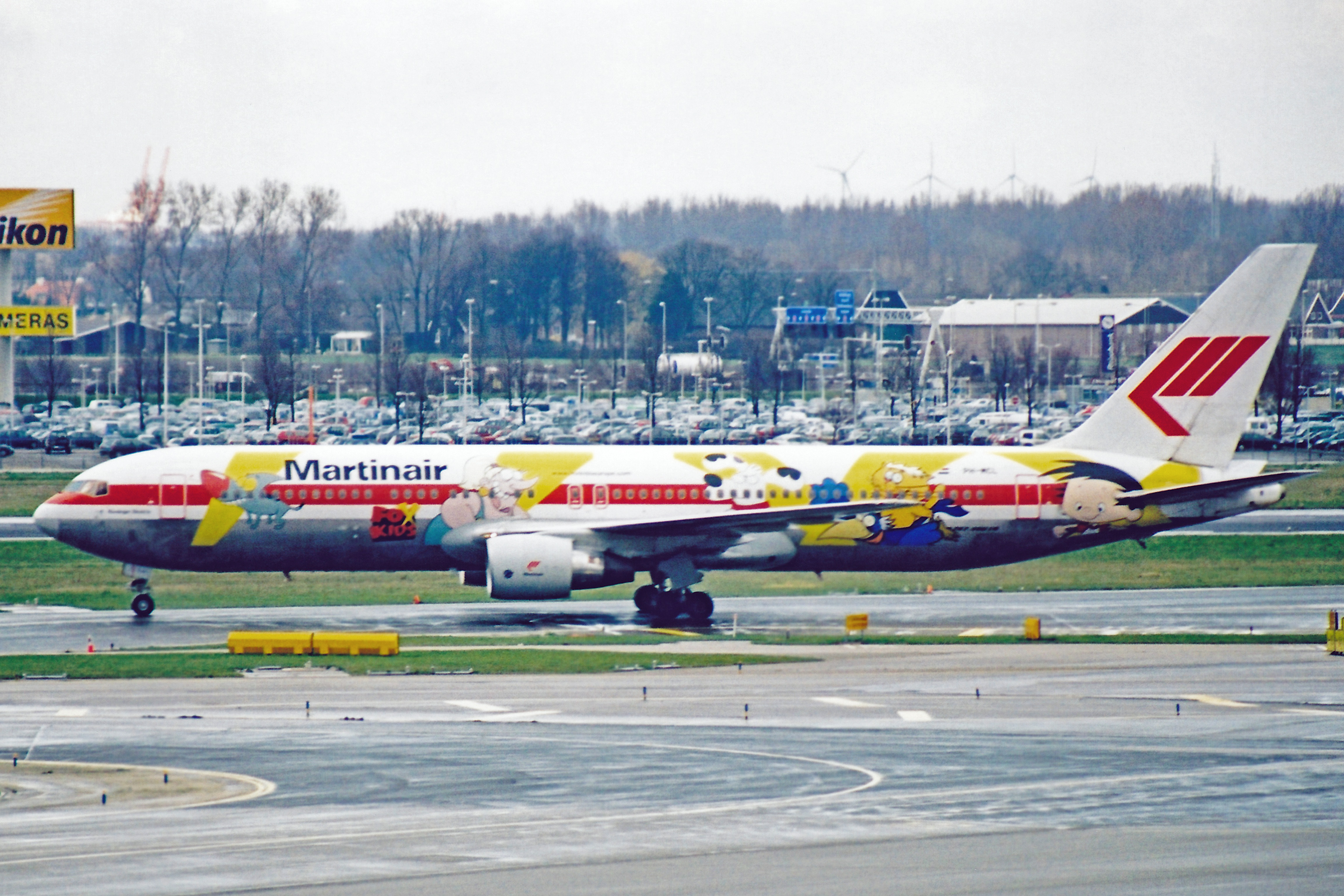
Боинг-767 с изображениями героев мультфильмов телеканала Fox Kids: вторая слева — Тирания, вторые справа — Мяурицио и Якоб

- Оригинальное немецкое название книги «Satanarchäolügenialkohöllisch» является портманто из слов «Satan» (сатана), «Anarchie» (анархия), «Lüge» (ложь), «genial» (гениальный), «Alkohol» (алкоголь) и «höllisch» (адский). Такая комбинация привела к тому, что во всех иностранных переводах в названии книги никогда не использовался оригинальный порядок слов. В России книга переводилась трижды:
  - «Катастрофанархисториязвандалкогольный волшебный напиток» в переводе Галины Снежинской («Амфора», 2002);
  - «Вуншпунш, или Гениалкогадский волшебный напиток» в переводе (перессказ с элементами перевода) Елены Хаецкой («Амфора», 2007);
  - «Пунш желаний» в переводе Лилианны Лунгиной и Александры Исаевой («АРМАДА», 1998).

В русском дубляже мультсериала название книги из вступительной заставки переведено как «Дьявольсконгениалкогольный коктейль».
- 26 серия «Когда сбываются мечты» является, фактически, сжатым пересказом книги, но имеет совершенно другой финал. В оригинале колдуны были отправлены в Ад, а их питомцы помолодели и облагородились. В мультфильме Магог в наказание объединяет дома колдунов.
- Касательно настоящей степени родства Дяди Би по отношению к колдунам: в немецкой версии представлен как Urgrossonkel, что буквально можно передать как «Двоюродный прадед». Приставка Ur- на немецком соответствует русскому «пра-», Onkel означает «дядя», а «Grossonkel» — двоюродный дед, по принципу Mutter — мать, Grossmutter — бабушка, Vater — отец, Grossvater — дедушка. Остаётся загадкой, по отношению к кому из колдунов он является таковым, поскольку они сами относятся к разным степеням и поколениям. Вероятно, Grossonkel по отношению к Тирании, а Urgrossonkel — к Бубонику.
- В Европе в Средневековье словом магог, могок, могог характеризовали монгольское иго. Само слово упоминается в Библии.